# Heniochus acuminatus
Espèce
Statut de conservation UICN

 LC  : Préoccupation mineure
Heniochus acuminatus, communément nommé poisson-cocher commun, est une espèce de poissons osseux de petite taille appartenant à la famille des Chaetodontidae et natif du bassin Indo-Pacifique. 

## Description

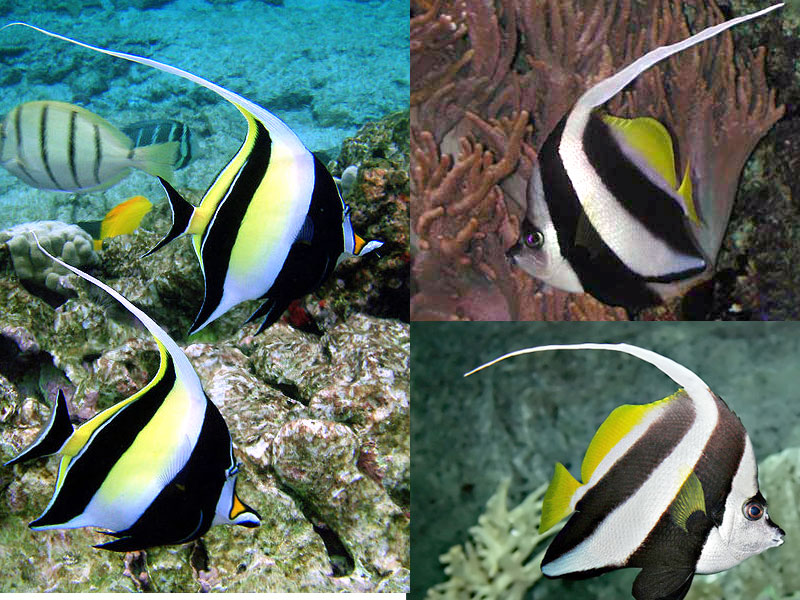
Comparaison entre trois espèces très similaires : le zancle cornu Zanclus cornus (gauche), le poisson-cocher grégaire Heniochus diphreutes (en haut) et le poisson-cocher commun Heniochus acuminatus (en bas)

Le poisson-cocher commun est un poisson de petite taille qui peut atteindre une longueur maximale de 25 cm,. Toutefois, la taille moyenne généralement observée dans la nature oscille plus autour des 15 cm.

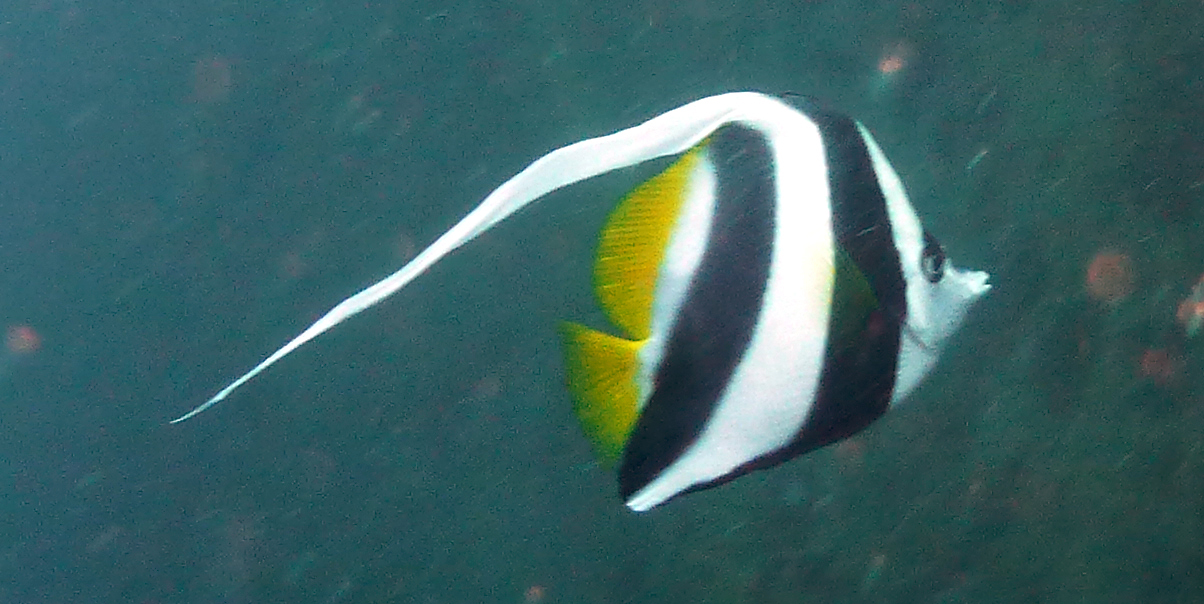
Poisson-cocher commun, île de Ko Tao, Thaïlande

Son corps est compressé latéralement, les premiers rayons de sa nageoire dorsale s'étirent en un long filament blanc. Le corps est blanc avec deux bandes verticales noires. Au-delà de la deuxième bande noire, la nageoire dorsale et caudale sont jaunes ainsi que les nageoires pectorales. La tête est blanche, les yeux sont noirs et reliés entre eux par une bande noire. Le museau, taché de noir, s'étire vers l'avant avec une petite bouche protractile terminale.
Le juvénile ne possède pas la zone blanche en arrière de la deuxième bande noire.
Le poisson-cocher commun peut facilement être confondu avec son congénère le poisson-cocher grégaire (Heniochus diphreutes) et aussi avec le zancle cornu (Zanclus cornutus). Les différences majeures et visibles sont : un museau plus long pour le poisson-cocher commun et les taches sur son museau sont plus sombres, la nageoire anale du poisson-cocher commun est plus étendue et a une terminaison arrondie contrairement au poisson-cocher grégaire qui possède une terminaison plus réduite et plus angulaire.

## Distribution et habitat
Le poisson-cocher commun est présent dans les eaux tropicales et subtropicales du bassin Indo-Pacifique soit des côtes orientales de l'Afrique, mer Rouge incluse, à la Polynésie et du sud du Japon au sud de la Grande barrière de corail. 
Le poisson-cocher commun apprécie les eaux relativement profondes des lagons, des passes et des pentes récifales externes abrités de 15  à   75 mètres de profondeur,,.

## Biologie
Le poisson-cocher commun adulte est solitaire ou vit en couple et se déplace rarement en groupe  important. Il se nourrit de zooplancton qu'il capture en pleine eau et occasionnellement d'invertébrés benthiques. Les juvéniles sont solitaires et peuvent se nourrir en déparasitant les autres poissons.

## Statut de conservation
L'espèce ne fait face à aucune menace importante en dehors d'une pêche intense pour l'aquariophilie dans certaines zones géographiques, le poisson-cocher commun est toutefois classé en « préoccupation mineure » (LC) par l'UICN.

## Systématique
L'espèce Heniochus acuminatus a été décrite par le naturaliste suédois Carl von Linné en 1758 sous le nom initial de Chaetodon acuminatus.

### Synonymes
- Chaetodon acuminatus Linnaeus, 1758 Protonyme
- Chaetodon bifasciatus Shaw, 1803
- Chaetodon macrolepidotus Linnaeus, 1758
- Chaetodon mycteryzans Gronow, 1854
- Heniochus macrolepidotus (Linnaeus, 1758)
- Taurichthys macrolepidotus (Linnaeus, 1758)